# Lomatium nuttallii
Lomatium nuttallii är en växtart i släktet Lomatium och familjen flockblommiga växter. Den beskrevs först av Asa Gray som Seseli nuttalli, och fick sitt nu gällande namn av James Francis Macbride 1918.
Arten är en perenn ört som återfinns i de västra delarna av centrala USA.